# Maslandapur
Maslandapur è una suddivisione dell'India, classificata come census town, di 9.507 abitanti, situata nel distretto dei 24 Pargana Nord, nello stato federato del Bengala Occidentale. In base al numero di abitanti la città rientra nella classe V (da 5.000 a 9.999 persone).

## Geografia fisica
La città è situata a 22° 49' 01 N e 88° 40' 35 E.

## Società

### Evoluzione demografica
Al censimento del 2001 la popolazione di Maslandapur assommava a 9.507 persone, delle quali 4.875 maschi e 4.632 femmine. I bambini di età inferiore o uguale ai sei anni assommavano a 870, dei quali 413 maschi e 457 femmine. Infine, coloro che erano in grado di saper almeno leggere e scrivere erano 7.443, dei quali 4.087 maschi e 3.356 femmine.